# Calgon
Calgon (рус. Калго́н) — марка смягчителей воды производства Reckitt.

## Реклама
- В Португалии реклама Calgon обретает популярность почти 30 лет.
- В Италии с 1965 по 2008 год Calgon назывался Calfort.
- В Великобритании и Ирландии Calgon рекламируется с марта 1985 года.
- В России Calgon начал свою деятельность в 1994 году под слоганом «Пусть машина служит долго»[1][2].

## Критика
В мае 2011 года исследование, проведённое журналом Which?, показало, что нет никаких доказательств того, что стиральные машины служат дольше при обработке калгоном в «нормальных» условиях стирки, однако компания это оспаривает. В октябре 2011 года голландская телепрограмма TROS Radar также пришла к выводу, что умягчитель воды Calgon не нужен при «нормальных» условиях стирки для голландских потребителей.